# Calendulauda
Calendulauda es un género de aves paseriformes perteneciente a la familia Alaudidae. Algunas especies de este género anteriormente se incluían en los géneros Mirafra o Certhilauda.

## Especies
El género contiene las siguientes especies:
- Calendulauda alopex (Sharpe, 1890) – alondra vulpina;
- Calendulauda africanoides (A. Smith, 1836) – alondra leonada;
- Calendulauda poecilosterna (Reichenow, 1879) – alondra pechirrosa;
- Calendulauda sabota (A. Smith, 1836) – alondra sabota;
- Calendulauda albescens (Lafresnaye, 1839) – alondra del Karoo;
- Calendulauda erythrochlamys (Strickland, 1853) – alondra de las dunas;
- Calendulauda barlowi (Roberts, 1937) – alondra de Barlow;
- Calendulauda burra (Bangs, 1930) – alondra roja.